# Battaglia delle Salomone Orientali

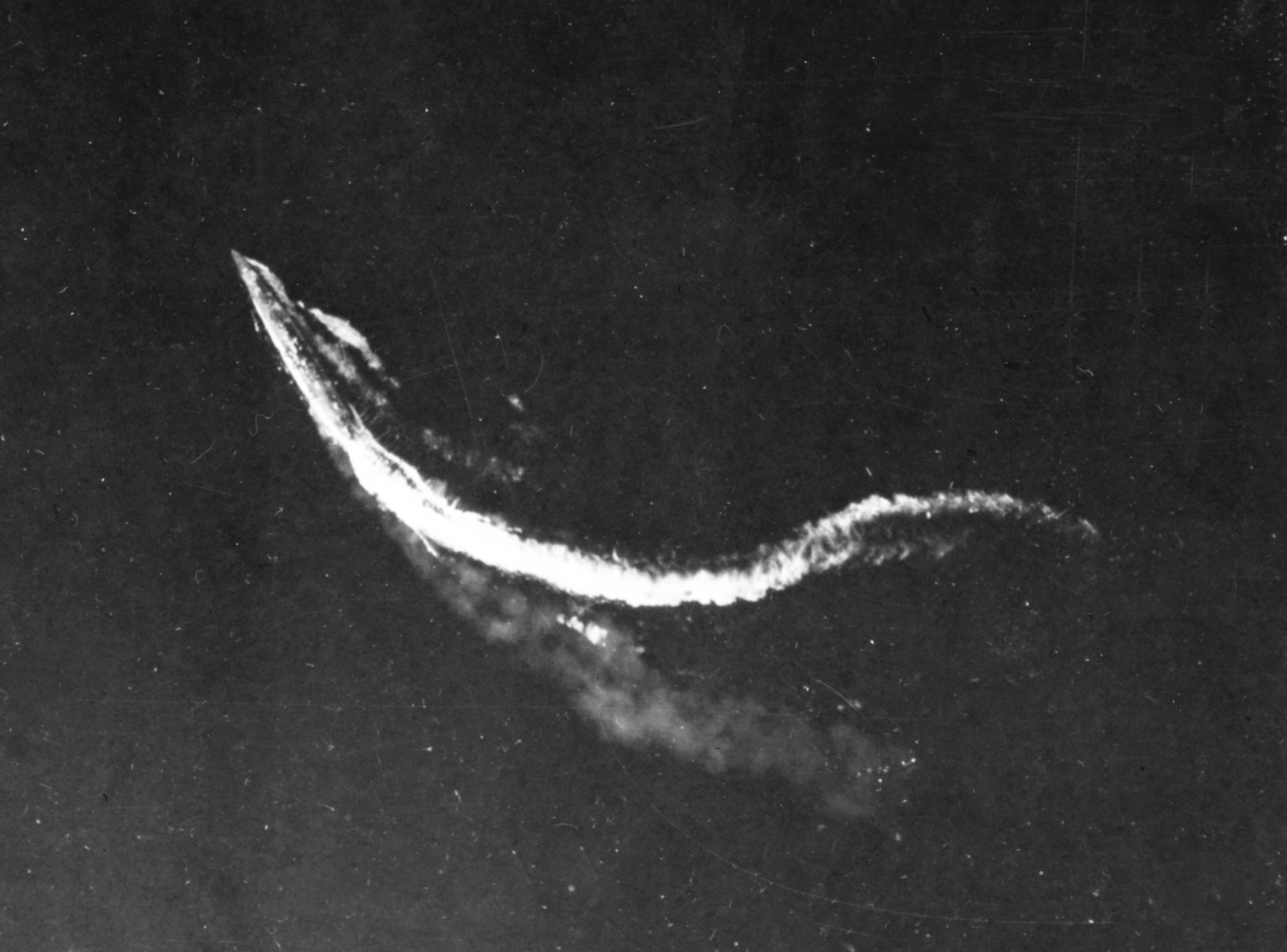
L'incrociatore nipponico Tone sotto le bombe dei Boeing B-17 Flying Fortress USAAF.

La battaglia delle Salomone Orientali fu il secondo episodio navale della campagna di Guadalcanal dopo la battaglia dell'isola di Savo ed avvenne dal 24 al 25 agosto 1942.

## Premesse
In seguito allo sbarco statunitense a Tulagi ed alla prima vittoria in mare contro gli statunitensi, i giapponesi decisero di rafforzare la guarnigione di Guadalcanal e contemporaneamente di colpire la flotta americana qualora se ne fosse presentata l'occasione. L'operazione era stata battezzata KA dai giapponesi, dalla prima sillaba della parola Guadalcanal in giapponese
Per sbarcare i 1500 uomini dell'esercito accordati come rinforzo dal Quartier Generale Imperiale, l'ammiraglio Yamamoto decise per uno sbarco scortato da una imponente flotta. Pertanto raccolse a Rabaul una imponente forza navale, con 2 portaerei di squadra, 1 portaerei leggera, 4 navi da battaglia, 12 incrociatori, 31 cacciatorpediniere, 12 sommergibili. Durante una conferenza, Yamamoto disse:

## Il confronto
L'ammiraglio Fletcher, in mare con tre portaerei ed un gruppo di copertura, ottenne le prime informazioni alle 09:45 del 23 agosto. Comunque, i cambi di rotta delle navi giapponesi fecero perdere le loro tracce ed i 36 bombardieri SBD Dauntless decollati dalla USS Saratoga non poterono trovare il bersaglio. Il giorno dopo, avendo avvistato la portaerei leggera Ryujo posta a fare da esca, lanciò una parte dello stormo della Saratoga. La Ryujo fu duramente colpita ed affondata, ma nel contempo una ondata di aerei dai ponti delle portaerei Zuikaku e Shokaku si avvicinò alle portaerei statunitensi. I caccia rimasti, 54 Wildcat, decollarono per affrontarli.
Il pomeriggio del 24 agosto, le ondate di aerei si incontrarono a poche miglia dalle portaerei USS Enterprise e USS Saratoga, con gli americani guidati da un radar ancora impreciso ed una notevole confusione nelle comunicazioni radio tra i caccia ed il controllo sulle navi; ciò nonostante, pur subendo pesanti perdite ad opera dei caccia e della contraerea, i bombardieri nipponici colpirono la Big E con 3 bombe da 230 kg causando 74 morti e quasi 100 feriti. Dopo ciò, le navi dell'ammiraglio Kondo si allontanarono verso nord a tutta velocità.
La mattina seguente, il 25 agosto, un gruppo di aerei statunitensi SBD Dauntless alla ricerca della squadra delle portaerei giapponesi, trovò invece il convoglio di rifornimenti (tre unità da trasporto) scortato dallo squadrone del contrammiraglio Raizō Tanaka. L'attacco che ne seguì danneggiò gravemente l'incrociatore leggero e nave ammiraglia Jintsu e il piroscafo Kinryu Maru; Tanaka si trasferì sul cacciatorpediniere Kagero, lasciando il caccia Mutsuki sul posto per provvedere al salvataggio del piroscafo.
Dopo un'ora, i Boeing B-17 Flying Fortress provenienti dalla base USAAF sull'isola Espiritu Santo apparvero sulla scena, e con un preciso bombardamento affondarono il Mutsuki. Riferite le perdite, a Tanaka venne dato l'ordine di rientro a cui l'ammiraglio, soprannominato "l'ostinato", rispose con una nuova richiesta di proseguire. Il messaggio successivo da Rabaul, sede del comando della marina nell'area, fu «Ordine imperativo. Ritorno immediato». Terminava con pesanti perdite per l'aviazione navale nipponica, 75 aerei e molti esperti piloti meno sostituibili degli aerei, la battaglia delle Salomone Orientali. Da parte americana, la Enterprise finì in riparazione per diverse settimane.